# Județul Târnava-Mare (interbelic)
Județul Târnava Mare a fost o unitate administrativă de ordinul întâi din Regatul României, aflată în regiunea istorică Transilvania. Reședința județului era orașul Sighișoara.

## Întindere

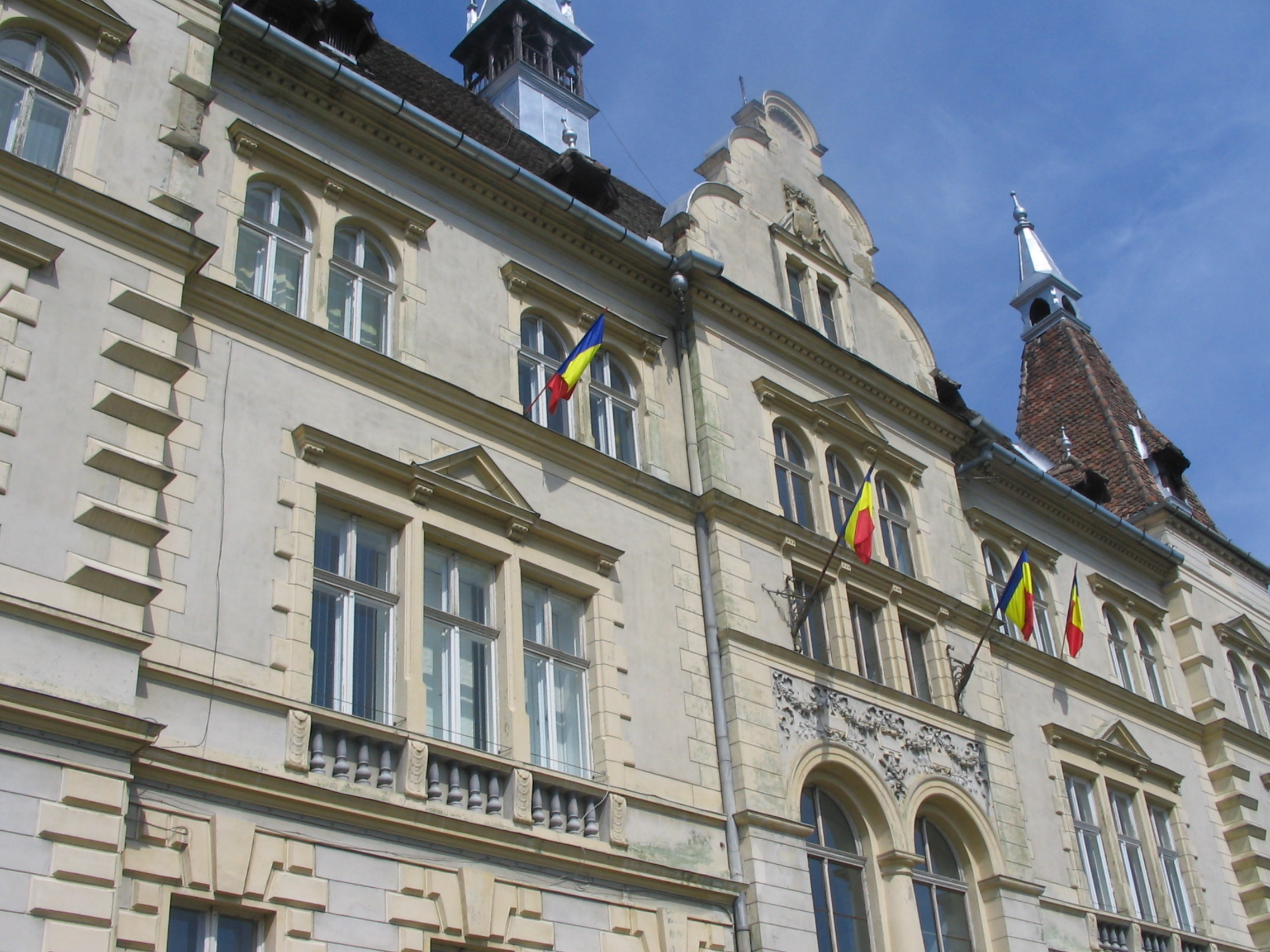
Clădirea Prefecturii județului Târnava Mare din perioada interbelică. Clădirea-monument istoric, construită între anii 1887-1888 după planurile arhitectului Ignác Alpár și situată în Piața Muzeului nr. 7, îndeplinește în prezent rolul de sediu al Primăriei municipiului Sighișoara.

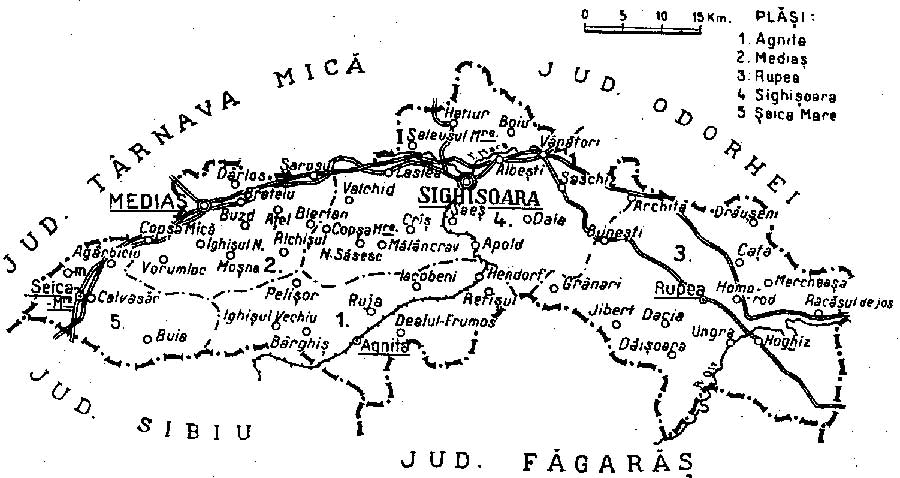
Harta județului, cu dispunerea și denumirea plășilor, în anul 1938.

Județul se află în partea centrală a României Mari, în sudul regiunii Transilvania. În prezent, teritoriul  aparține județelor Sibiu, Mureș și Brașov. Județul se  învecina la nord cu județele Odorhei și Târnava Mică, la sud cu județele Sibiu și Făgăraș, iar la est cu județul Brașov. Județul a fost desființat odată cu reforma administrativă din 6 septembrie 1950.

## Organizare
Teritoriul județului era împărțit inițial în patru plăși:
1. Plasa Agnita,
2. Plasa Mediaș,
3. Plasa Rupea și
4. Plasa Sighișoara.

Ulterior a fost creată a cincea plasă:
1. Plasa Șeica Mare.

Pe teritoriul județului Târnava Mare se aflau două comune urbane (orașe): Sighișoara (reședința județului) și Mediaș.

## Populație
Conform recensământului din 1930, în județ trăiau 147.994 de locuitori, dintre care 44,8% români,  39,7% germani, 11,8% maghiari, 2,6% țigani ș.a. Din punct de vedere confesional, majoritatea locuitorilor erau evanghelici-lutherani (39,2%), urmați de ortodocși (36,6%), greco-catolici (10,4%), reformați (6,2%), romano-catolici (4,5%) ș.a.

### Mediul urban
Mediul urban, alcătuit din populația orașelor Sighișoara și Mediaș, era dominat de sași. Ponderea germanilor era de 39,3%, cea a românilor de 30,0%, iar cea a maghiarilor de 23,7%. Sub aspect confesional, populația urbană era alcătuită în 1930 din 36,2% luterani, 23,2% ortodocși, 15,2% romano-catolici, 10,4% reformați (calvini), 7,8% greco-catolici ș.a.
Conform datelor recensământului din 1930 orașul reședință de județ, Sighișoara, număra 13.033 de locuitori, dintre care 5.236 germani (40,17%), 4.366 români (33,49%) și 2.896 maghiari (22,22%).

## Materiale documentare

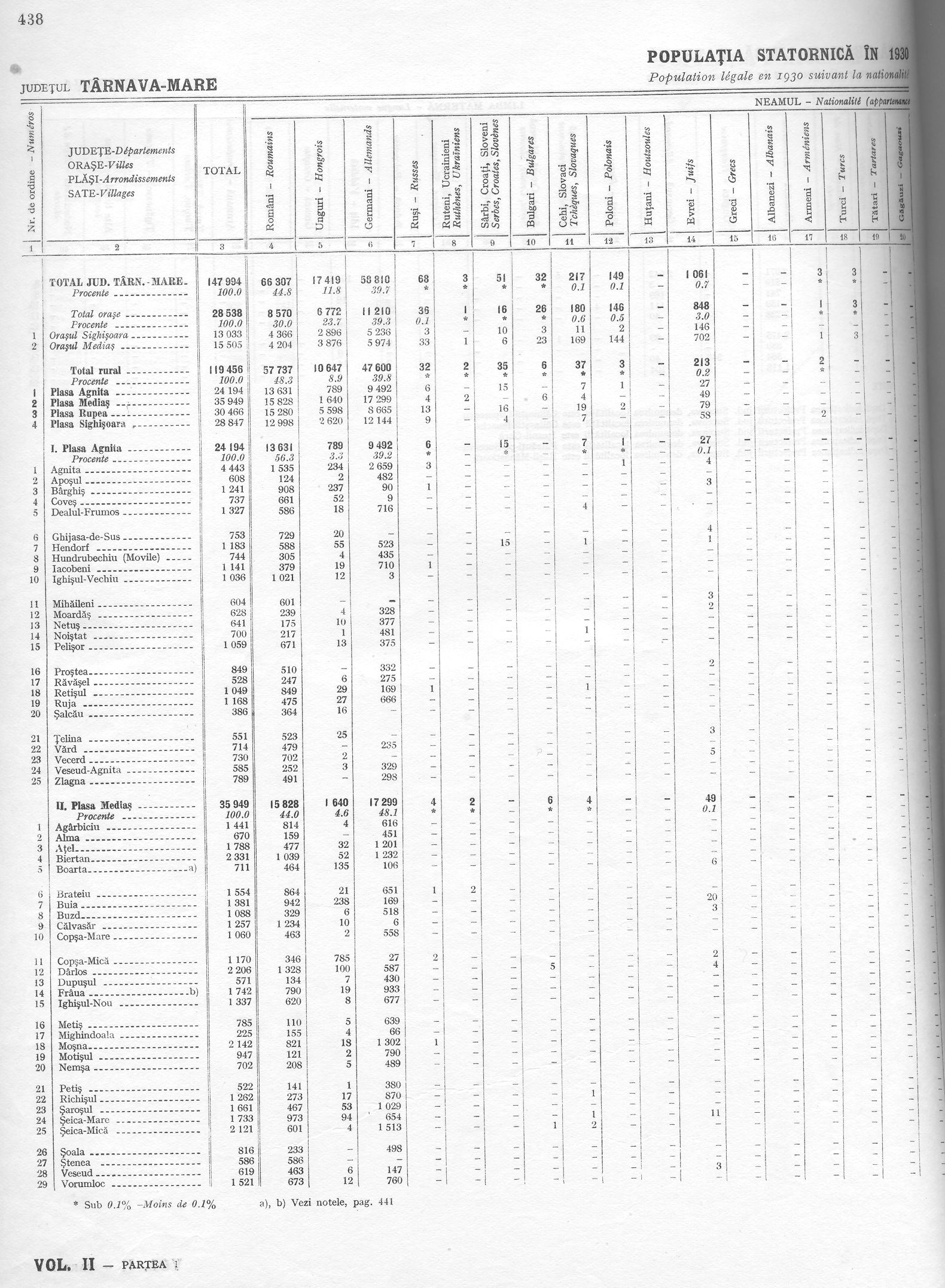
Populația județului în anul 1930, după etnie și limbă maternă
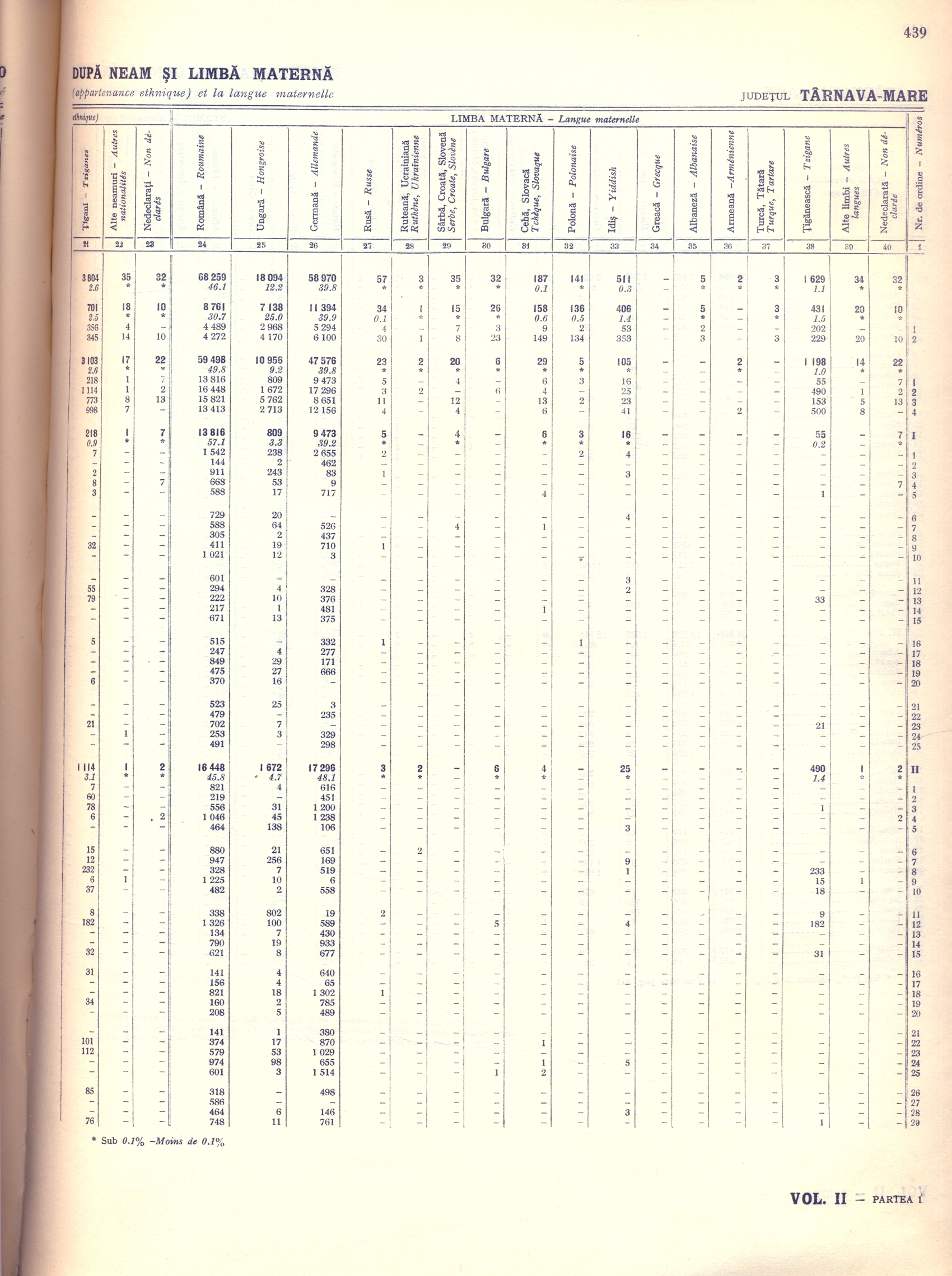
Populația județului în anul 1930, după etnie și limbă maternă
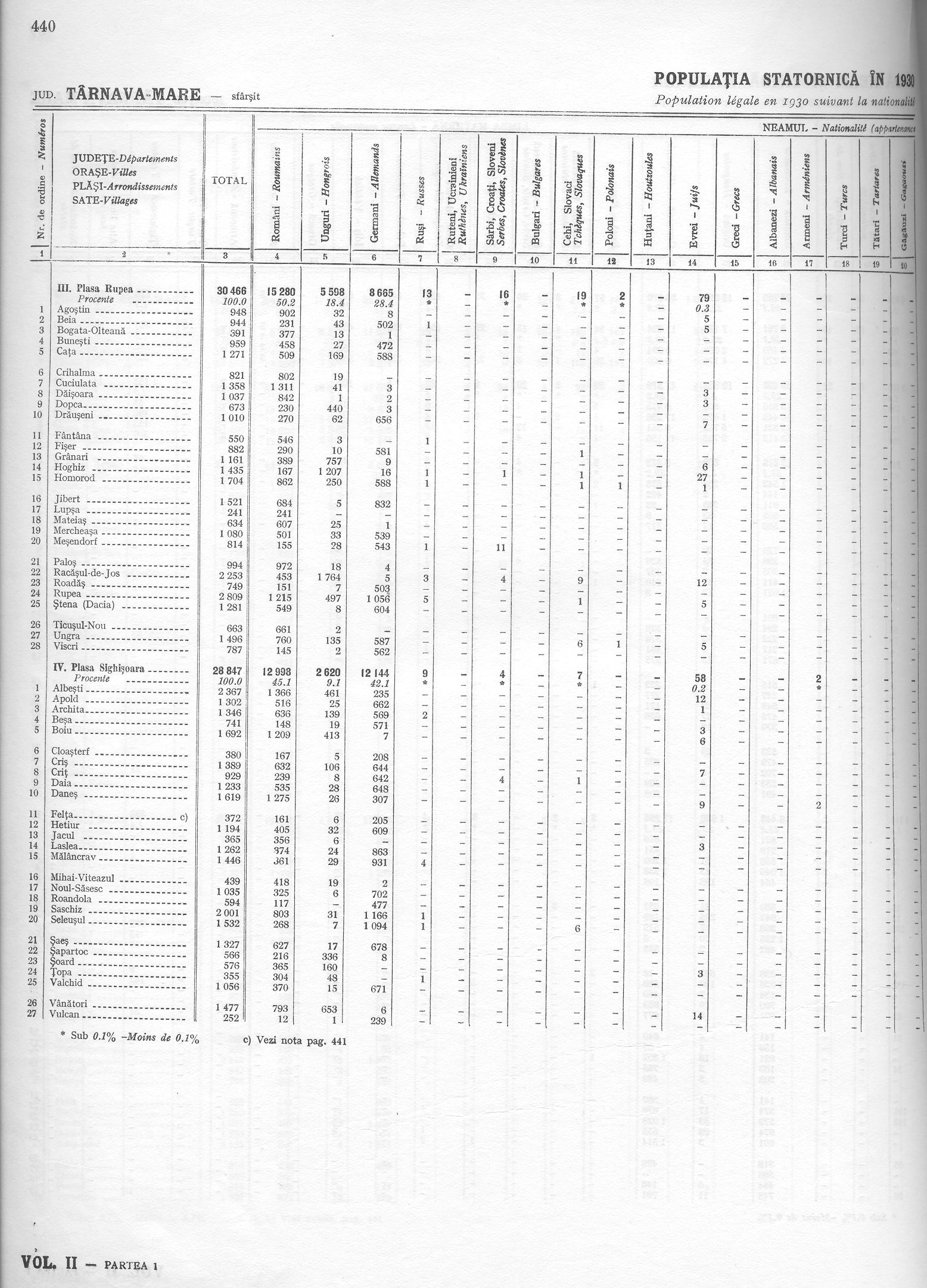
Populația județului în anul 1930, după etnie și limbă maternă
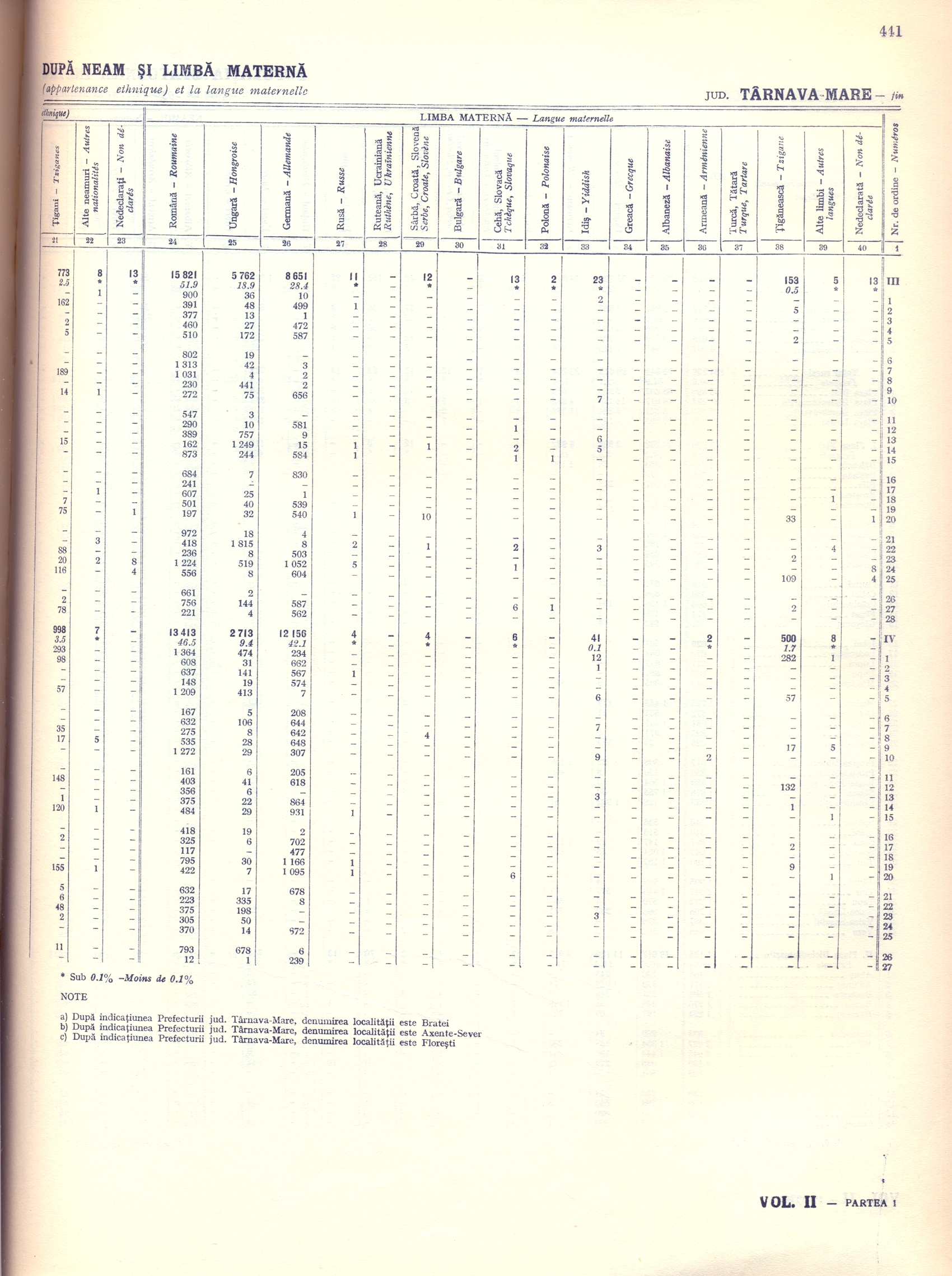
Populația județului în anul 1930, după etnie și limbă maternă
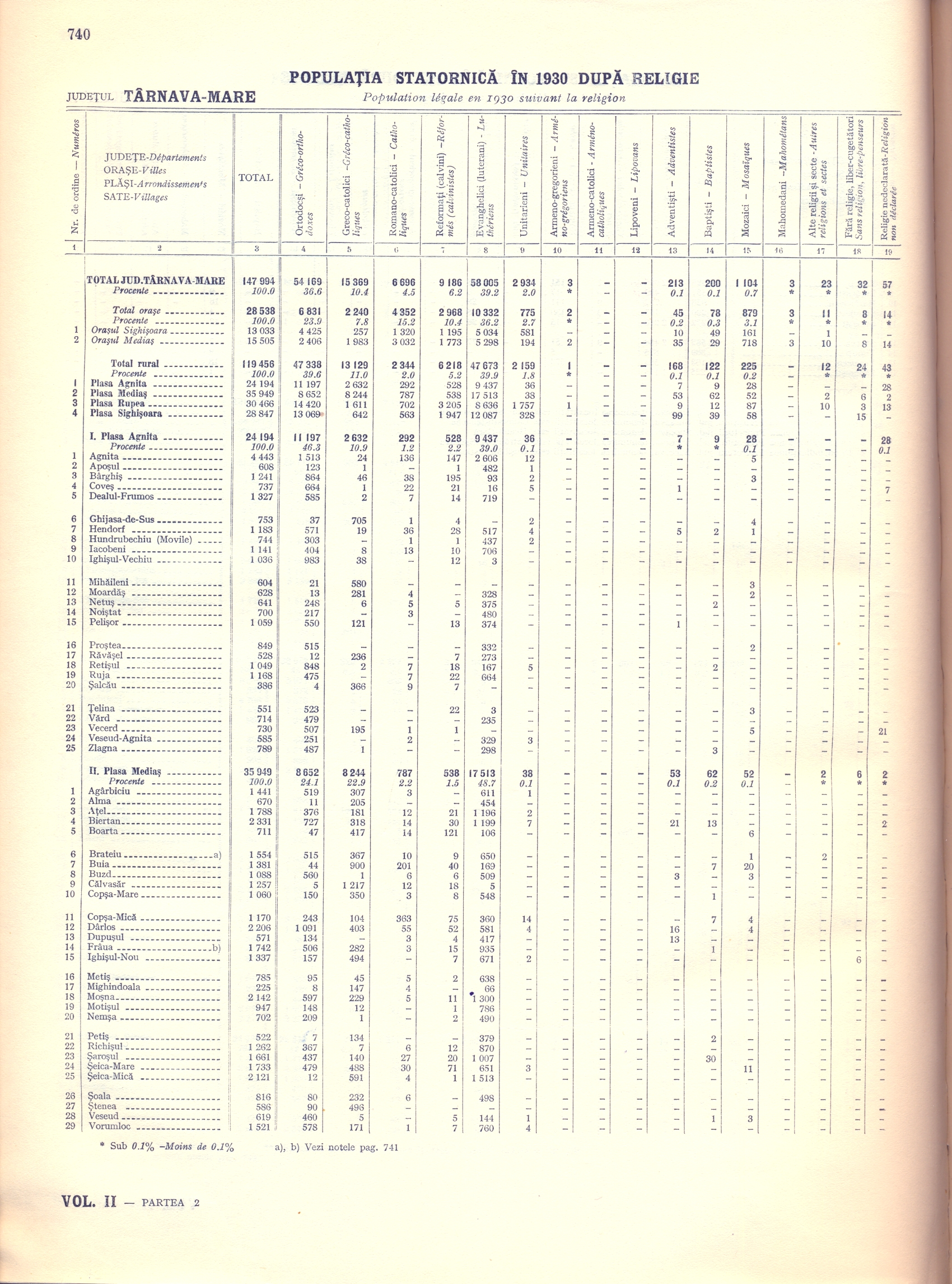
Populația județului în anul 1930, după religie
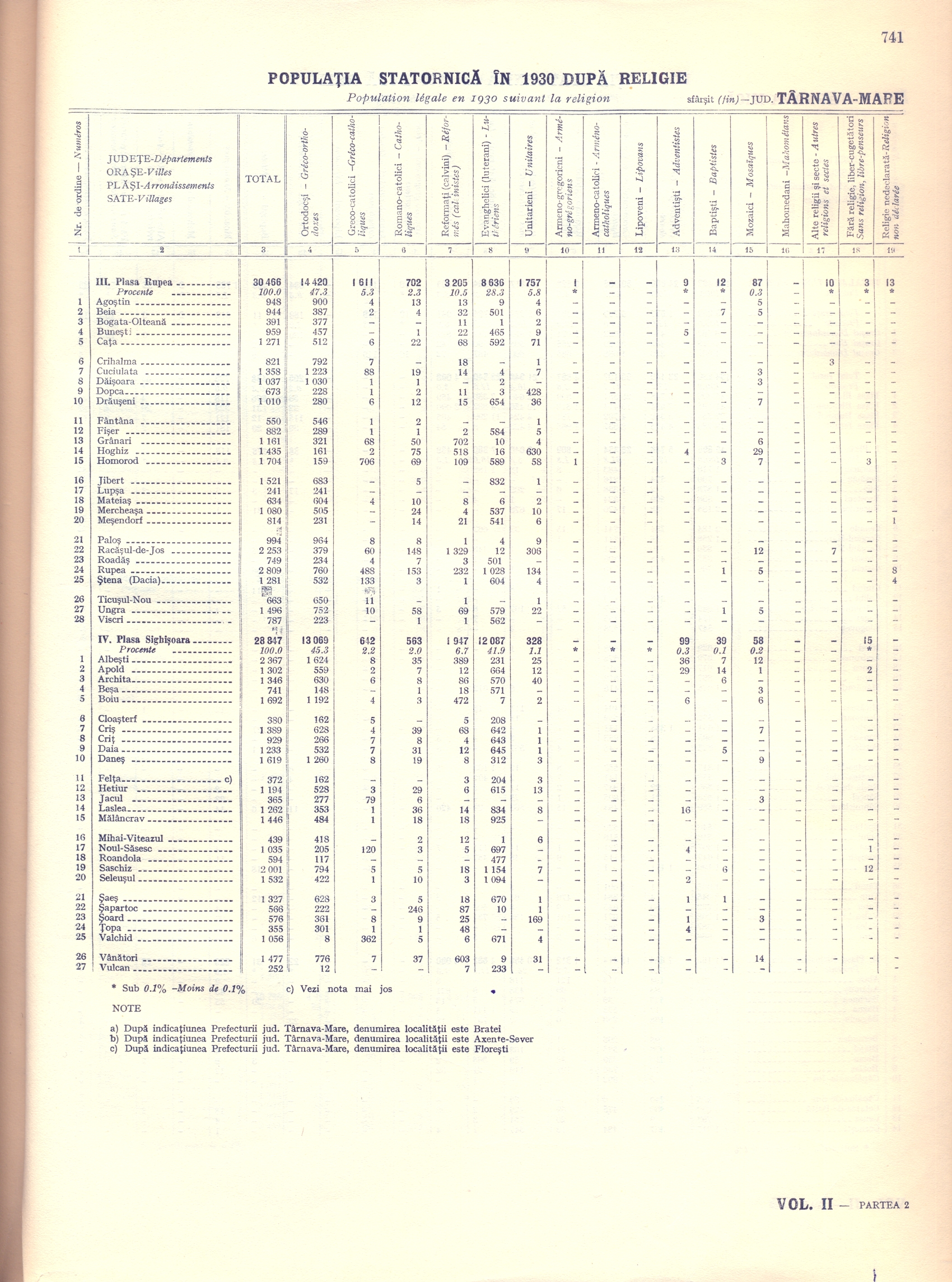
Populația județului în anul 1930, după religie